# Хименес, Осмар
Осмар Хименес Берналь (исп. Osmar Giménez Bernal; род. 25 марта 2007, Horqueta, Консепсьон) — парагвайский футболист, полузащитник клуба «Хенераль Кабальеро».

## Клубная карьера
Хименес — воспитанник клуба «Хенераль Кабальеро». В начале 2024 года игрок был включён в заявку основной команды. 20 апреля в матче против «Серро Портеньо» он дебютировал в парагвайской Примере.